# 9 tháng 1
Ngày 9 tháng 1 là ngày thứ 9 trong lịch Gregory. Còn 356 ngày trong năm (357 ngày trong năm nhuận).

## Sự kiện
- 475 – Hoàng đế La Mã Zeno bị bức phải tẩu thoát khỏi kinh thành Constantinopolis, tướng của ông là Basiliscus đoạt quyền cai quản đế quốc.
- 1127 – Sự kiện Tĩnh Khang: Quân đội triều Kim dưới quyền Hoàn Nhan Tông Vọng và Hoàn Nhan Tông Hàn chiếm được kinh thành Biện Kinh của triều Tống, sau đó bắt giữ Hoàng đế Tống Khâm Tông và Thái thượng hoàng Tống Huy Tông, tức ngày Bính Thìn (25) tháng 11 nhuận năm Bính Ngọ.
- 1150 – Hải Lăng vương Hoàn Nhan Lượng tiến hành binh biến, sát hại và đoạt lấy hoàng vị triều Kim của ông chú là Hoàng đế Kim Hi Tông, tức ngày Đinh Tị (9) tháng 12 năm Kỉ Tị.
- 1317 – Philippe V tiến hành nghi lễ đăng quang quốc vương của Pháp
- 1349 – Do bị cho là nguyên nhân gây ra Cái chết Đen đang diễn ra, những người Do Thái tại Basel, Thụy Sĩ bị vây bắt và hỏa thiêu.
- 1431 – Jeanne d'Arc bị đưa ra xét xử trước tòa án dị giáo tại Rouen, thuộc khu vực kiểm soát của chính quyền chiếm đóng Anh.
- 1788 – Connecticut trở thành bang thứ năm được nhận vào Hoa Kỳ.
- 1793 – Jean-Pierre Blanchard trở thành người đầu tiên bay bằng một khinh khí cầu tại Hoa Kỳ.
- 1799 – Thủ tướng Anh William Pitt Trẻ ban hành một Thuế thu nhập hai Shilling cho mỗi Bảng Anh để tăng nguồn thu cho Anh Quốc trong Các cuộc chiến tranh của Napoléon.
- 1822 – Vương tử Pedro I quyết định ở lại Brasil, chống lại mệnh lệnh của Quốc vương Bồ Đào Nha João VI, khởi đầu quá trình độc lập của Brasil.
- 1861 – Mississippi trở thành bang thứ hai thoát ly khỏi Hợp chúng quốc trước khi nổ ra Nội chiến Mỹ.
- 1871 – Chiến tranh Pháp-Phổ: Trận Villersexel kết thúc với kết quả bất phân thắng bại
- 1878 – Umberto I trở thành quốc vương của Ý.
- 1916 – Chiến tranh thế giới thứ nhất: Chiến dịch Gallipoli kết thúc với thắng lợi của Ottoman trước liên quân Anh-Pháp.
- 1945 – Chiến tranh thế giới thứ hai: Hoa Kỳ xâm nhập đảo Luzon tại Philippines.
- 1960 – Tổng thống Ai Cập Gamal Abdel Nasser khởi đầu việc xây dựng Đập Aswan khi cho nổ mười tấn dynamit để phá hủy 20 tấn đá granit bên bờ đông của Sông Nin.
- 1992 – Hội đồng người Serbia tại Bosnia và Herzegovina tuyên bố thành lập Cộng hòa Srpska, xem chính thể này là một thành phần của Nam Tư.
- 2005 – Mahmoud Abbas giành chiến thắng trong cuộc bầu cử tổng thống của Chính quyền Quốc gia Palestine.
- 2007 – CEO Steve Jobs của hãng Apple giới thiệu iPhone thế hệ thứ nhất khi phát biểu tại một hội nghị ở San Francisco, Hoa Kỳ.
- 2011 – Chuyến bay 277 của Iran Air gặp nạn tại tỉnh Tây Azerbaijan, khiến 77 người thiệt mạng.[1]
- 2021 – Chuyến bay 182 của Sriwijaya Air rơi xuống phía Bắc khu vực Jakarta, Indonesia, làm tất cả 62 người thiệt mạng.[2]

## Sinh
- 1554 – Giáo hoàng Grêgôriô XV (Latinh: Gregorius XV) (m. 1623)
- 1750 – Phan Huy Ích, nhà văn hóa, chính khách Việt Nam (m. 1822)
- 1797 – Ferdinand von Wrangel, nhà thám hiểm của Đế quốc Nga, tức 29 tháng 12 năm 1796 (m. 1870)
- 1859 – Carrie Chapman Catt, nhà hoạt động người Mỹ (m. 1947)
- 1908 – Simone de Beauvoir, nữ văn sĩ, triết gia Pháp (m. 1986)
- 1913 – Richard Nixon, tổng thống thứ 37 của Hoa Kỳ (m. 1994)
- 1914 – Mộng Tuyết, nhà thơ, nhà báo người Việt Nam (m. 2007)
- 1923 – Boris Alekseevich Chichibabin, tác gia người Liên Xô và Ukraina (m. 1994)
- 1924 – Sergey Iosifovich Paradzhanov, đạo diễn, nhà biên kịch tại Liên Xô (m. 1990)
- 1930 – Igor Aleksandrovich Netto, cầu thủ bóng đá Liên Xô (m. 1999)
- 1941
  - Kim Long, linh mục và nhạc sĩ người Việt Nam
  - Joan Baez, ca sĩ-người viết ca khúc và nhà hoạt động người Mỹ
- 1942 – Trương Đình Tuyển, chính trị gia người Việt Nam
- 1944 – Jimmy Page, nhạc sĩ người Anh
- 1951 – Crystal Gayle, ca sĩ Mỹ
- 1955 – Trần Thế Ngọc, chính trị gia người Việt Nam
- 1956 – Đinh Đức Lập, viên chức người Việt Nam
- 1958 – Mehmet Ali Ağca, sát thủ người Thổ Nhĩ Kỳ
- 1959 – Rigoberta Menchú, nhà hoạt động người Guatemala, đoạt giải Nobel
- 1967 – Claudio Caniggia, cầu thủ bóng đá người Argentina
- 1978
  - Gennaro Gattuso, cầu thủ bóng đá người Ý
  - A. J. McLean, nhạc sĩ, ca sĩ người Mỹ (Backstreet Boys)
- 1979 – Ban Tomiko, ca sĩ và diễn viên người Nhật Bản
- 1982 – Catherine, thành viên vương thất Anh Quốc
- 1985 – Nguyễn Minh Châu, cầu thủ bóng đá người Việt Nam
- 1987
  - Kai Asami, diễn viên người Nhật Bản
  - Wanbi Tuấn Anh, ca sĩ người Việt Nam (m. 2013)
- 1987 – Lucas Leiva, cầu thủ bóng đá người Brasil
- 1988 – Lee Yeon hee, diễn viên, người mẫu người Hàn Quốc
- 1989 – Nina Dobrev, diễn viên người Bulgaria-Canada

## Mất
- 1150 – Hoàn Nhan Đản, tức Kim Hi Tông, hoàng đế của triều Kim, tức ngày Đinh Tị (9) tháng 12 năm Kỉ Tị (s. 1119)
- 1283 – Văn Thiên Tường, chính trị gia và tác gia triều Tống, tức 8 tháng 12 năm Nhâm Ngọ (s. 1236)
- 1324 – Marco Polo?, thương nhân và nhà thám hiểm người Ý (s. 1254)
- 1514 – Anne xứ Bretagne, Công tước xứ Bretagne và Vương hậu Pháp. (s. 1477)
- 1757 – Bernard le Bovier de Fontenelle, tác gia người Pháp (s. 1657)
- 1872 – Henry Wager Halleck, tướng lĩnh người Mỹ (s. 1815)
- 1873 – Napoléon III, chính trị gia người Pháp, tổng thống của Pháp (s. 1808)
- 1878 – Vittorio Emanuele II, quốc vương của Ý (s. 1820)
- 1950 – Trần Văn Ơn, học sinh Việt Nam (s. 1931)
- 1961 – Emily Greene Balch, nhà kinh tế học người Mỹ, đoạt giải Nobel (s. 1867)
- 1989 – Marshall Stone, nhà toán học người Mỹ (s. 1903)
- 1995
  - Souphanouvong, thành viên vương thất Vương quốc Lào, chính trị gia Lào (s. 1909)
  - Giacôbê Huỳnh Văn Của, linh mục người Việt Nam (s. 1915)
- 1998 – Fukui Kenichi, nhà hóa học người Nhật Bản, đoạt giải Nobel (s. 1918)
- 2004
  - Song Hào, tướng lĩnh người Việt Nam (s. 1917)
  - Lê Trọng Nguyễn, nhạc sĩ người Việt Nam (s. 1926)
- 2012 – Malam Bacai Sanhá, tổng thống Guiné-Bissau (s. 1947)
- 2013
  - Hoàng Hiệp, nhạc sĩ Việt Nam (s. 1931)
  - James M. Buchanan, nhà kinh tế học người Mỹ, đoạt giải Nobel (s. 1919)
- 2022 – Nguyễn Côn, chính trị gia người Việt Nam (s. 1916)

## Ngày lễ và kỷ niệm
- Việt Nam - Ngày học sinh - sinh viên.